# 天主教奧斯納布呂克教區
天主教奧斯納布呂克教區（拉丁語：Dioecesis Osnabrugensis）是德國一個羅馬天主教教區，教座位於奧斯納布呂克。屬漢堡總教區。

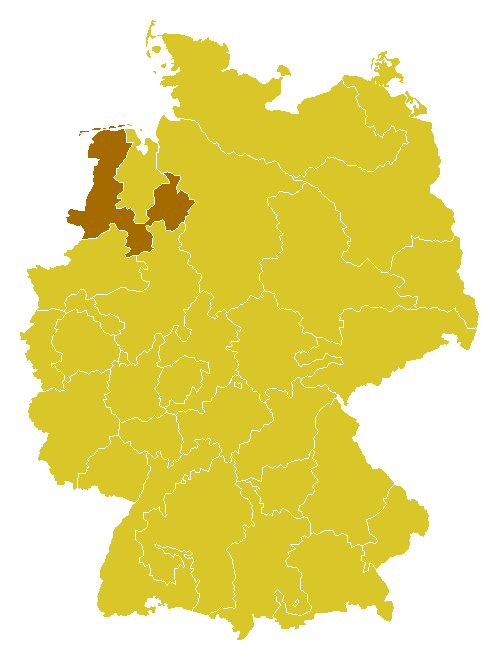
奧斯納布呂克教區管轄範圍圖

教區位於威悉河以西、除卻奧登堡的下薩克森州。2008年，有教友577,966人，佔轄區總人口26.8%、238個堂區、401名司鐸、71名執事、79名修士、812名修女。現任教區主教為法蘭茲-若瑟夫·赫爾曼·博德。
教區成立於772年，1235年主教成為采邑主教。1803年被世俗化，1824年3月26日教區恢復，但再沒有世俗權力。